# Поґожале-Луґі
Поґожале-Луґі (пол. Pogorzałe Ługi) — село в Польщі, у гміні Рокіцини Томашовського повіту Лодзинського воєводства.
Населення — 136 осіб (2011).
У 1975-1998 роках село належало до Пйотрковського воєводства.

## Демографія
Демографічна структура станом на 31 березня 2011 року:
|          | Загалом | Допрацездатний вік | Працездатний вік | Постпрацездатний вік |
| -------- | ------- | ------------------ | ---------------- | -------------------- |
| Чоловіки | 65      | 15                 | 36               | 14                   |
| Жінки    | 71      | 11                 | 35               | 25                   |
| Разом    | 136     | 26                 | 71               | 39                   |